# Österreichischer Sportkegel- und Bowlingverband
Der Österreichische Sportkegler- und Bowlingverband (ÖSKB) ist die österreichische Dachorganisation aller Bowling- und Sportkegelvereine Österreichs. Dem Verband sind 190 Vereine mit 3.600 Mitgliedern in 9 Landesverbänden der Sektion Kegeln sowie 60 Vereine mit 1.200 Mitgliedern in 7 Landesverbänden der Sektion Bowling angeschlossen (Stand Januar 2019).

## Struktur
Die Landesverbände sind in die Sparten Sportkegeln CLASSIC (LV11 bis LV19) und BOWLING  unterteilt. In einem Bundesland kann daher jeweils ein eigener Landesverband für Bowling sowie Sportkegeln Classic tätig sein. Breitensport ist im jeweiligen Landesverband als Teil von Classic bzw. Bowling integriert.

## Landesverbände
| Bundesland       | LV-Nr. | Landesverband CLASSIC                               | LV-Nr. | Landesverband BOWLING |
| Burgenland       | LV11   | Burgenländischer Sportkeglerverband                 | LV21   | Mangels geeigneter Sportbahnen aktuell kein eigener LV Bowling |
| Kärnten          | LV12   | Kärntner Sportkeglerverband                         | LV22   | LV Kärnten Sportbowling |
| Niederösterreich | LV13   | Sportkeglerverband Niederösterreich                 | LV23   | LV Niederösterreich Bowling |
| Oberösterreich   | LV14   | Landessportkegel- und Bowlingverband Oberösterreich | LV24   | In OÖ hat die letzte Bowlinganlage zugesperrt, daher wurde der Verband stillgelegt                                                                                                |
| Salzburg         | LV15   | Landesverband Salzburg                              | LV25   | LV Salzburg Bowling |
| Steiermark       | LV16   | Landesverband Steiermark                            | LV26   | Es gab mit dem LV NÖ einen gemeinsamen Verband. Nachdem NÖ selbst einen LV gegründet hatte, gab es in der Steiermark nicht genügend Vereine, um einen eigenen Verband zu gründen. |
| Tirol            | LV17   | Tiroler Sportkeglerverband                          | LV27   | LV Bowling Tirol |
| Vorarlberg       | LV18   | Vorarlberger Sportkeglerverband                     | LV28   | Vorarlberger Sportbowlingverband |
| Wien             | LV19   | Sportkegler Landesverband Wien                      | LV29   | LV Wien Bowling |

## Geschichte
Der Österreichische Keglerbund (ÖKB) wurde im Jahr 1933 gegründet. Bereits im Jahr 1934 wurden im Sportkegeln die Landesverbände Wien und Niederösterreich gegründet sowie in den ÖKB eingegliedert. Die ersten Verbandsmeisterschaften wurden 1934 in Wien im Cafe Basel ausgetragen. Das erste Länderspiel wurde 1935 auf Asphaltbahnen gegen Ungarn durchgeführt. Im Jahre 1936 wurde das Sportkegeln bereits von der österreichischen Sportbehörde offiziell anerkannt.
Nach der Okkupation Österreichs wurde der ÖKB aufgelöst und die Vereine in den Deutschen Sportbund eingegliedert.
Im Jahre 1948 wurde die Organisation des ÖKB nach den Gesichtspunkten eines Sportverbandes neu aufgebaut und reformiert. Zu dieser Zeit waren im ÖKB in Wien und Niederösterreich zusammen 83 Vereine und 1.316 Sportler gemeldet. In den Jahren darauf wurden in allen Bundesländern eigene Landesverbände gegründet.
Sportkegeln
Bei den 1. Weltmeisterschaften 1953 in Belgrad im Sportkegeln wurde Alfred Baierl aus Österreich erster Weltmeister im Herren Einzelbewerb. Die Damen konnten im Einzelbewerb folgende Platzierungen erzielen: 2. Platz Maria Schmoranzer und den 3. Platz Maria Zimmerl. Die Damenmannschaft erreichte den 1. Platz und die Herrenmannschaft den 2. Platz.
Seit Gründung des ÖKB – nunmehr ÖSKB – wird in der Sparte Sportkegeln auf Asphaltbahnen gespielt. Seit 1976 werden Kunststoffbahnen gebaut. Den ersten Kegelstellautomaten gab es im Jahre 1957. Bis 1938 wurde mit Holzkugeln gespielt, danach mit Novotexkugeln, seit 1970 werden Leukoritkugeln verwendet. Bis 1960 wurden Holzkegel verwendet, danach Holzkegel mit Kunststoffring. Jetzt werden nur noch Kunststoffkegel verwendet.
Seit Juli 2004 wird in Österreich einheitlich in allen Bewerben der Sportart Kegeln 120 Wurf gespielt.

## Mitgliedschaften
Der ÖSKB gehört folgenden Verbänden an:
- Sport Austria (Vorläufer war die BSO)
- IBF (International Bowling Federation mit 114 Mitgliedsverbänden, davon 46 aus Europa)
- EBF (European Bowling Federation)
- World Ninepin Bowling Association (WNBA) und Ninepin Bowling Classic (NBC): Das Sportkegeln Classic findet in rund 30 Ländern statt, überwiegend in Europa. Jedes 2. Jahr werden Weltmeisterschaften und dazwischen Europameisterschaften ausgetragen – auch bei den Weltmeisterschaften nehmen fast ausschließlich europäische Mannschaften teil.

## Aufgaben
Zu den Aufgaben gehören die Betreuung der Nationalmannschaften, die Förderung des Sportkegelns und Bowlings in Österreich und die Präsentation in den Medien sowie die Organisation von nationalen und Beschickung von internationalen Bewerben: Die Tätigkeiten des ÖSKB sind generell bzw. im Sport getrennt nach Kegeln/Bowling (Auszug aus den Statuten):
Sportkegeln:
- Staatsmeisterschaften für Klubmannschaften in Form der Bundesliga, Österreichischer Cup
- Staats- bzw. Österreichische Meisterschaften im Einzel-, Paar-, Sprint- und Tandem-Mixed-Bewerb.

Bowling:
- Staatsmeisterschaften im Teambewerb, TRIO, Doppel und Einzel,
- Österreichische Meisterschaften der Allgemeinen Klasse, der Jugend U12, U15, U19, U23 im Einzel und Doppel, der Senioren (2–3 Gruppen ab Ü50) jeweils Einzel & Doppel, allgem. Klasse auch Mixed-Doppel – weiters Bundesländer-Mannschaftsbewerbe Jugend und Damen.